# Myrmecina semipolita
Myrmecina semipolita är en myrart som beskrevs av Auguste-Henri Forel 1905. Myrmecina semipolita ingår i släktet Myrmecina och familjen myror. Inga underarter finns listade i Catalogue of Life.